# Siena
Siena es un municipio italiano de 53 011 habitantes (ISTAT 2024), capital de la provincia homónima, en la región de la Toscana. La ciudad, cuyo centro histórico fue declarado Patrimonio de la Humanidad por la Unesco en 1995, es sede del banco Monte dei Paschi di Siena.

## Historia

### Antigüedad
Según una antigua leyenda, Siena fue fundada por Asquio y Senio, hijos de Remo (hermano de Rómulo, mítico fundador de Roma), sobre las tres colinas que ocupa actualmente. Es cierto que en el periodo imperial fue súbdita de Roma con el nombre de Sena Julia. Este origen romano está relacionado con el emblema de la ciudad, la loba que amamantó a Rómulo y Remo. Estatuas y otras obras de arte que representaban a una loba amamantando a los gemelos Rómulo y Remo pueden verse por toda la ciudad de Siena. Otras etimologías hacen que su nombre derive del apellido etrusco «Saina», el apellido romano de los Saenii, o la palabra latina senex («viejo») o la forma derivada seneo, «ser viejo».
En realidad, Siena, como otras ciudades sobre colinas de la Toscana, fue primero un asentamiento etrusco (h. 900 a. C. a 400 a. C.), cuando estaba habitada por una tribu llamada los saina. Los etruscos fueron un pueblo avanzado que cambió el rostro de la Italia central a través de su uso del regadío para conquistar tierras que anteriormente no eran cultivables, y por su costumbre de erigir ciudades en fuertes sobre colinas de fácil defensa. Luego, en la época del emperador Augusto, se convirtió en colonia romana (Sena Julia). El primer documento que la menciona data del año 70. Algunos arqueólogos afirman que fue controlada durante una época por una tribu gala llamada los senones.
Siena no prosperó bajo el gobierno romano. No estaba cerca de ninguna de las principales calzadas y por lo tanto perdió oportunidades para comerciar. Su estatus insular significó que el cristianismo no penetró hasta el siglo IV, y no fue hasta que los lombardos invadieron Siena y el territorio que la rodea que empezó a conocer la prosperidad. Su ocupación y el hecho de que las antiguas vías romanas Aurelia y Cassia pasaban a través de zonas expuestas a los ataques bizantinos, hicieron que las carreteras entre las posesiones septentrionales lombardas y Roma fuera trazadas nuevamente, a través de Siena. La consecuencia inevitable de ello fue que Siena prosperó como un centro comercial, y las corrientes constantes de peregrinos que pasaban desde Roma y hacia ella proporcionaron valiosos ingresos en los siglos siguientes.

### Edad Media

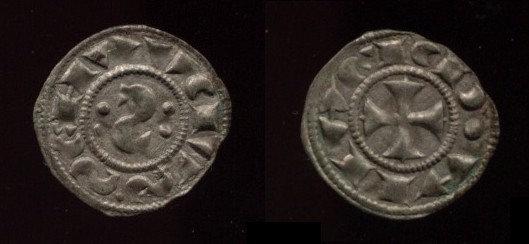
Moneda medieval de Siena.

Las familias aristocráticas más antiguas de Siena remontan sus antepasados a la época en que los lombardos se rindieron en 774 a Carlomagno. En este momento la ciudad se vio invadida por una ola de supervisores francos que se casaron con la existente nobleza sienesa, y dejó un legado que puede verse en las abadías que fundaron por el territorio sienés. No obstante, el poder feudal decayó, y a la muerte de la condesa Matilde en 1115 la marca de Tuscia que había estado bajo el control de su familia, los Canossa, se disgregó en varias regiones autónomas. Fue entonces cuando Siena se convirtió en un burgo autogobernado (organización social que surgió en Europa en la Alta Edad Media para proteger las ciudades de nobles anárquicos y bandidos), reemplazando al precoz gobierno aristocrático. Aquí comenzó la influencia de la incipiente República de Siena. Este período fue también crucial a la hora de modelar Siena tal cual se conoce hoy en día. Fue a principios del siglo XIII cuando se terminó la mayor parte de la construcción de la catedral de Siena. También en esta época creció la importancia de la Piazza del Campo, hoy considerada uno de los más bellos espacios urbanos de Europa, como centro de la vida secular. Se construyeron nuevas calles que desembocaban en ella y servía como plaza del mercado. Se construyó una muralla en 1194 en lo que actualmente es el Palazzo Pubblico para detener la erosión del suelo, un indicativo de cuánto estaba ganando en importancia como espacio cívico.
A principios del siglo XII, una comuna auto-gobernada reemplazó al anterior gobierno aristocrático. Los cónsules que gobernaban la república se fueron haciendo cada vez más intrusivos para el pueblo y el burgo fue ampliando su territorio a medida que los nobles feudales se doblegaban al poder urbano. La República de Siena, con sus luchas internas entre los nobles y el partido popular estaba habitualmente enfrentada políticamente a su gran rival, Florencia, y fue en el siglo XIII predominantemente gibelina en oposición al papel güelfo asumido por Florencia. Este conflicto formó el telón de fondo de algunos episodios de la Divina Comedia de Dante.
El 4 de septiembre de 1260 los gibelinos sieneses, apoyados por fuerzas del rey Manfredo de Sicilia, derrotaron a los güelfos florentinos en la batalla de Montaperti. El ejército sienés de alrededor de 20 000 soldados se enfrentaba a un ejército florentino mucho mayor de alrededor de 33 000. Antes de la batalla, toda la ciudad se encomendó a la Virgen María (esto se ha hecho varias veces a lo largo de la historia de la ciudad, la más reciente en 1944 para proteger la ciudad de los bombardeos aliados). El hombre a quien dieron el mando de la guerra, Bonaguida Lucari, caminó descalzo y destocado con un dogal alrededor del cuello, hasta la catedral. Dirigía una procesión compuesta por todos los residentes en la ciudad, y todo el clero lo esperó allí. Lucari y el obispo se abrazaron, para mostrar la unidad entre la iglesia y el estado, entonces Luceri formalmente dio la ciudad y su contrade a la Virgen. Según la leyenda, una espesa nube blanca bajó sobre el campo de batalla dando a los sieneses protección que ayudó a su ataque. En realidad, el ejército florentino lanzó varios ataques infructuosos contra el ejército sienés a lo largo del día, luego los sieneses contraatacaron y traidores dentro del ejército florentino mataron al portaestandartes y en el caos resultante, el ejército florentino se disgregó y huyó del campo de batalla. Casi la mitad del ejército florentino (alrededor de 15 000 hombres) fueron muertos. Tan absoluta fue la derrota que incluso hoy en día, si equipos de las dos ciudades se enfrentan en cualquier acontecimiento deportivo, los aficionados sieneses probablemente insten a sus rivales florentinos a «¡Recordar Montaperti!».
La Universidad de Siena, fundada en 1240 y famosa por sus facultades de Derecho y Medicina, aún se encuentra entre las más importantes de Italia. Siena rivalizó con Florencia en las artes a lo largo de los siglos XIII y XIV: el importante pintor de la Baja Edad Media Duccio di Buoninsegna (1253-1319) fue sienés, pero trabajó por toda la península, y el mural del «Buen Gobierno» de Ambrogio Lorenzetti en el Palazzo Pubblico, o Ayuntamiento, es un magnífico ejemplo de arte tardío de la Edad Media que apunta ya a comienzos del Renacimiento así como una representación de la utopía de la sociedad urbana tal como se concebía en aquella época. Siena quedó devastada por la Peste Negra de 1348, y también sufrió de fallidas empresas financieras. En 1355, con la llegada de Carlos IV de Luxemburgo a la ciudad, la población se alzó y suprimió el gobierno de los Nove (Nueve), estableciendo el de los Dodici (Doce) nobles ayudados por un consejo con mayoría popular. También duró poco y fue reemplazado por los Quindici (Quince) reformadores en 1385, los Dieci (Diez, 1386-1387), Undici (Once, 1388-1398) y Doce Priores (1398-1399) quienes, al final, entregaron el señorío de la ciudad a Gian Galeazzo Visconti de Milán para defenderla del expansionismo florentino.
Así, a finales del siglo XIII Siena pasó a los Visconti. En 1404 los Visconti fueron expulsados y se estableció un gobierno de Diez Priores, en alianza con Florencia contra el rey Ladislao I de Nápoles. Con la elección del sienés Pío II como papa, los Piccolomini y otras familias nobles pudieron regresar al gobierno, pero después de su muerte el control volvió a manos populares. En 1472 la República fundó el Monte dei Paschi, un banco que aún hoy se encuentra activo y  que es el banco más antiguo en funcionamiento del mundo.[cita requerida]

### Desde el Renacimiento al presente

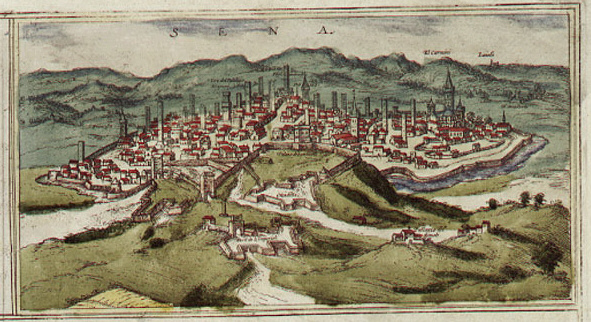
Siena en el Civitates Orbis Terrarum

Las facciones nobles regresaron a la ciudad con Pandolfo Petrucci en 1487, con el apoyo de Florencia y de Alfonso de Calabria; Petrucci ejerció poder efectivo sobre la ciudad hasta su muerte en 1512, favoreciendo las artes y las ciencias, y defendiéndola de César Borgia. A Pandolfo le sucedió su hijo Borghese, quien fue expulsado por su primo Raffaello, ayudado por el papa Médici León X. El último Petrucci fue Fabio, exiliado en 1523 por el pueblo de Siena. Se reanudó la lucha interna, con la facción popular desbancando al partido Noveschi apoyado por Clemente VII: el último envió un ejército, pero fue derrotado en Camollia en 1526. El emperador Carlos V se aprovechó de la caótica situación y puso una guarnición española en Siena en 1540. Los ciudadanos la expulsaron en 1552, aliándose con Francia: esto era inaceptable para el Emperador, que envió a su general Gian Giacomo Medici a asediarla con un ejército Florentino-Imperial.
El gobierno sienés confió su defensa a Piero Strozzi. Cuando resultó derrotado en la batalla de Marciano (agosto de 1554), se perdió toda esperanza de alivio. Tras dieciocho meses de resistencia, se rindió el 17 de abril de 1555, marcando el final de la República de Siena. El nuevo rey español, Felipe II, que debía enormes sumas a los Médicis, cedió la antigua república, salvo una serie de fortalezas costeras anexadas a los Presidios de Toscana que quedaron en poder español, al Ducado de Florencia, futuro Gran Ducado de Toscana. Al que perteneció hasta la unificación de Italia en el siglo XIX. Un gobierno republicano de 700 familias sienesas en Montalcino resistió hasta 1559.
La Siena actual tiene un aspecto aún muy parecido al que tenía en los siglos XIII y XIV. La pintoresca ciudad sigue siendo un importante centro cultural, especialmente en disciplinas humanísticas.

## Evolución demográfica
| Gráfica de evolución demográfica de Siena entre 1861 y 2008 |
|                                                             |
| Fuente ISTAT - elaboración gráfica de Wikipedia             |

## Cultura

El centro histórico de Siena fue declarado Patrimonio de la Humanidad por la Unesco en 1995

El centro histórico de Siena fue declarado por la Unesco como lugar Patrimonio de la Humanidad en 1995, por considerar que es la encarnación de una ciudad medieval. Sus habitantes rivalizaron con Florencia en materia de planeamiento urbanístico, conservando a lo largo de los siglos su apariencia de ciudad gótica, adquirida entre los siglos XII y XV.

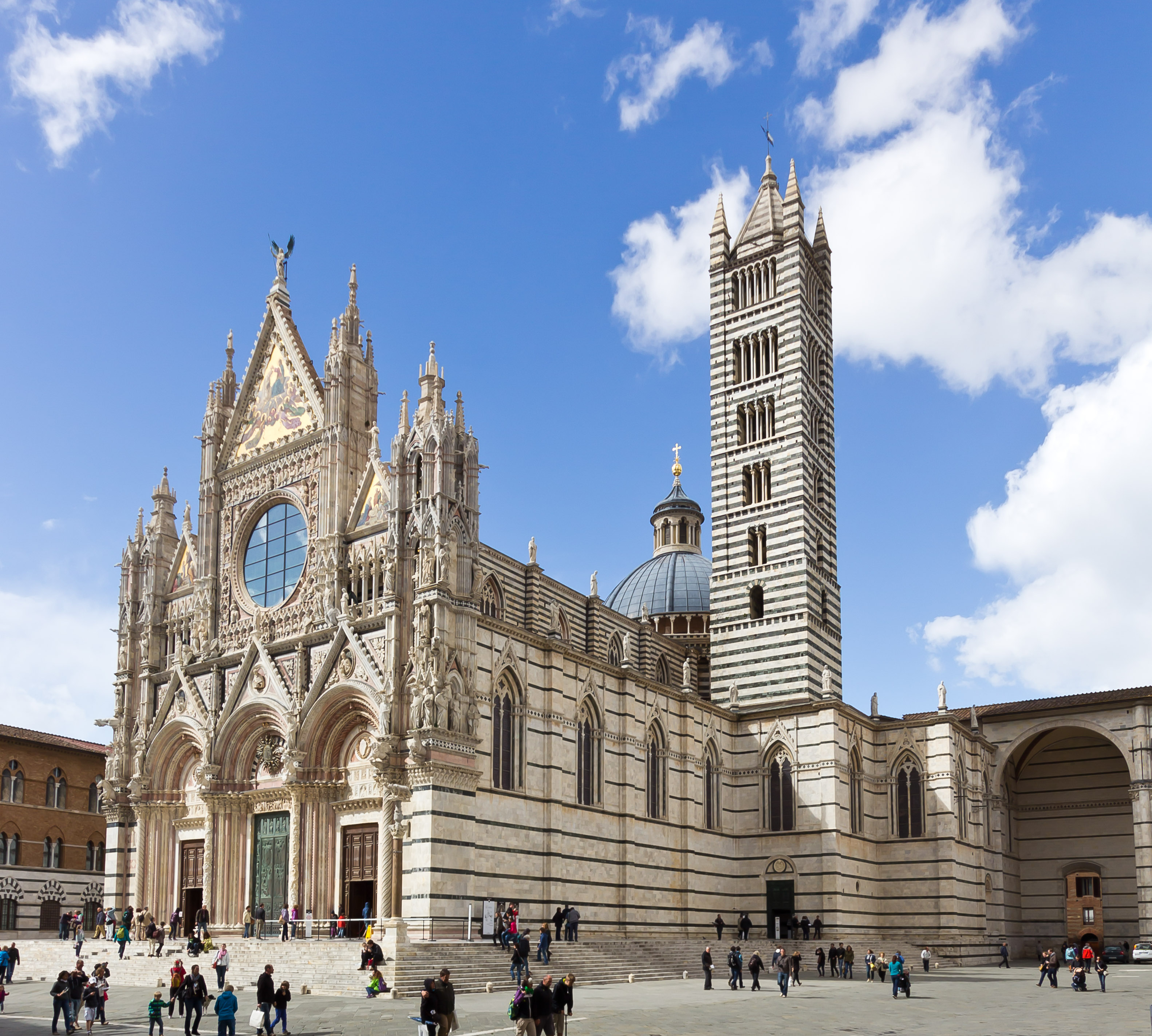
Catedral de Siena

Su catedral, comenzada a mediados del siglo XII, es un representativo ejemplo de la arquitectura gótica italiana. La fachada principal, obra de Giovanni Pisano, fue terminada en 1380; en el interior se puede admirar el púlpito octogonal sostenido por leones de Nicola Pisano, y su pavimento de mosaicos, un historiado laberinto recorrido por penitentes arrodillados. Bajo la catedral, en el baptisterio, se encuentra la magnífica pila bautismal con bajorrelieves de Donatello, Ghiberti, Jacopo della Quercia y otros escultores del siglo XV.
El museo de la obra de la catedral contiene la famosa Madonna realizada por el artista sienés probablemente más influyente de su tiempo, el pintor Duccio di Buoninsegna (1253-1319).

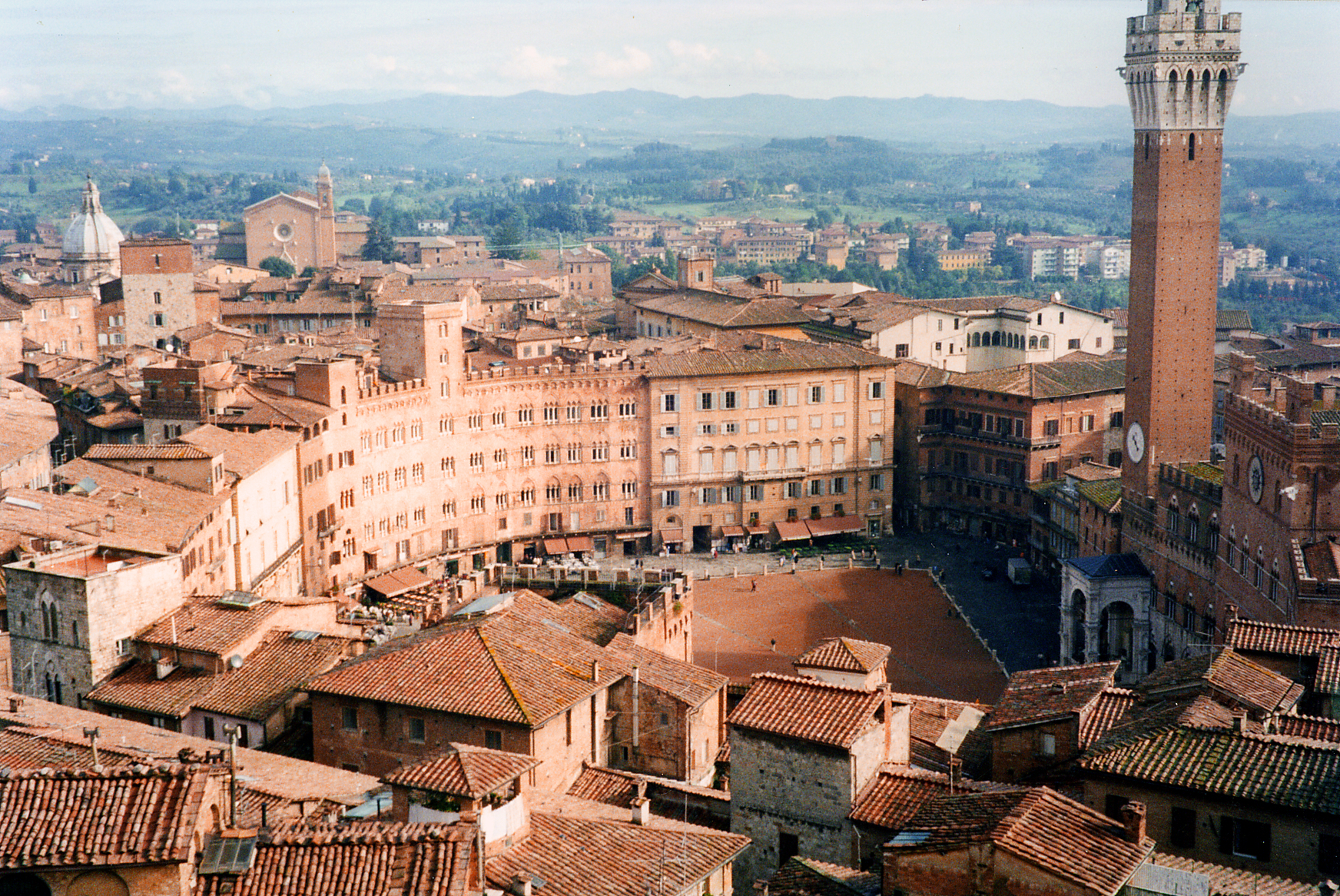
Vista aérea del centro histórico donde destaca el Palazzo Pubblico con la Torre del Mangia en la Piazza del Campo

En la Piazza del Campo, que tiene forma de abanico, se encuentra el Palazzo Pubblico, o Ayuntamiento, (siglo XIV) con su famoso campanile. El Ayuntamiento, él mismo una gran obra de arquitectura, alberga otro importante museo de arte. Incluido dentro del museo están las series de frescos sobre el buen gobierno y el resultado del buen y mal gobierno de Ambrogio Lorenzetti y algunos de los mejores frescos de Simone Martini y Pietro Lorenzetti. En la plaza pueden apreciarse los relieves de la Fuente Gaia de Jacopo della Quercia. Es en esta plaza también donde se celebra la famosa carrera de caballos el Palio delle contrade, que tiene lugar habitualmente dos veces al año y en la cual, tanto jinete como caballo representan cada uno de los diecisiete distritos de la ciudad, las contrade.
En la Plaza Salimbeni está el Palacio Salimbeni, un destacado edificio y también el cuartel general medieval de Monte dei Paschi di Siena uno de los bancos más antiguos de existencia continuada y un protagonista relevante en la economía sienesa. El destacado palacio gótico Palazzo Chigi en Via di Città es la sede de la Accademia Musicale Chigiana, el conservatorio de música de Siena.
Otros lugares de interés en Siena son:
- Palacio Piccolomini (Palazzo Piccolomini): es una de las muestras más elegantes del Renacimiento senés. Fue comenzado por Pietro Paolo del Porrina  en 1469, basándose en un proyecto atribuido a Bernardo Rossellino.
- Pinacoteca Nacional (Pinacoteca Nazionale): está instalada en el Palacio Buonsignori (siglo XV).
- Fortezza Medicea, una fortaleza realizada para los Médici en el siglo XVI.

Otras iglesias en la ciudad incluyen:

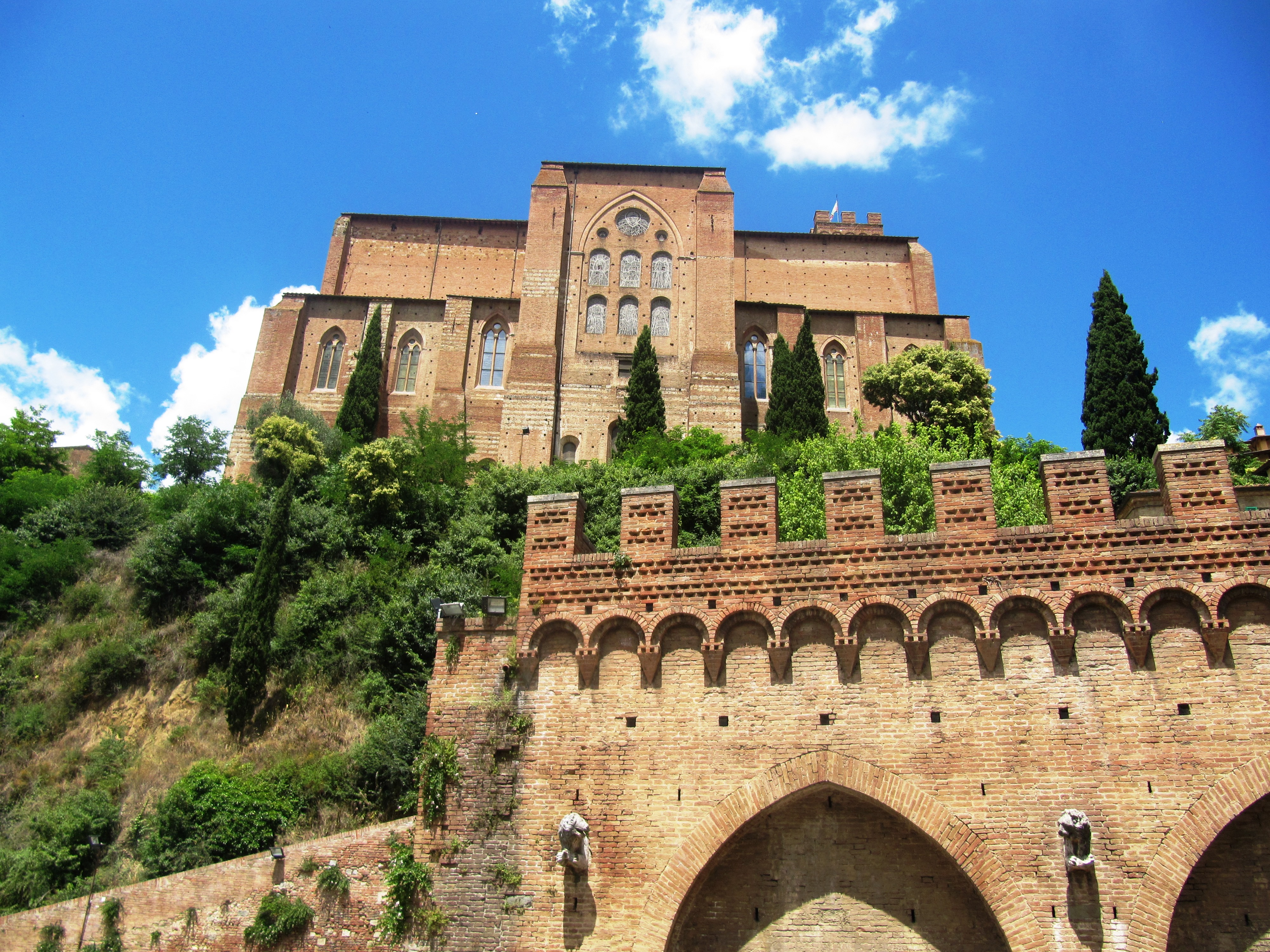
Basílica de Santo Domingo

- Basílica de Santo Domingo, dedicada a Domingo de Guzmán. La iglesia se empezó en 1226-1265, pero se amplió en el siglo XIV para adquirir el aspecto gótico actual. Es un gran edificio construido, como muchos de los edificios contemporáneos de órdenes mendicantes, en ladrillo, con un airoso campanario a su izquierda (su altura se redujo después del terremoto de 1798). El interior tiene planta de cruz egipcia con una enorme nave central cubierta de cerchas con un transepto que presenta capillas altas.
- Basílica dell'Osservanza
- Basílica de Santa María dei Servi
- San Francesco
- Santo Spirito
- San Martino
- Santuario de Santa Caterina, incorporando la antigua casa de santa Catalina de Siena. Alberga el Crucifijo «milagroso» (finales del siglo XII) del que cuenta la leyenda que la santa recibió sus estigmas, y una estatua del siglo XV de santa Catalina.

## Educación
|  | Universidad          | Fundación | Acrónimo | Tipo    |
|  | -------------------- | --------- | -------- | ------- |
|  | Universidad de Siena | 1240      | UNISI    | Pública |

## Infraestructura y transportes

### Carreteras
Siena está comunicada con la autopista del Sol (autopista A1 o autopista Milán-Nápoles) en el norte con el enlace de autopista Florencia-Siena hasta el peaje de Florencia Impruneta y en el sur con el enlace Siena-Bettolle hasta el peaje de Valdichina.
Siena también es atravesada por otras carreteras importantes, como la ex carretera estatal 2 Via Cassia que conecta Florencia y Roma pasando por Siena y Viterbo, la carretera estatal 223 de Paganico que une la ciudad con la costa tirrénica y Grosseto y la carretera estatal 73 Senese Aretina que junto a la anterior constituye un tramo fundamental de la S.G.C. Due Mari Grosseto-Fano (ambas carreteras están afectadas por obras, en parte completadas, por el desdoblamiento de los carriles y la adecuación a los estándares de una superautopista). La zona urbana está comunicada por la Tangenziale Ovest di Siena que une el centro de la ciudad con la carreteras anteriormente citadas.
A partir de la década de 1990 se desarrolló el transporte público sobre neumáticos y existen líneas de autobús hacia todas los destinos italianos más grandes (Roma, Milán, Nápoles y Apulia y Sicilia) principalmente a causa de la fuerte presencia de estudiantes de fuera que estudian en la universidad local.

### Ferrocarril
Siena tiene dos estaciones de ferrocarril: Siena y Siena Zona Industrial. Está conectada mediante la línea ferroviaria central Toscana con Chiusi al sur y con Empoli (y Florencia) al norte. Está también comunicada con Grosseto mediante la ferrovía Siena-Monte Antico-Grosseto.
Ahora bien, Siena se ve inmersa en el tráfico ferroviario regional pero no por el de nivel nacional por el que es necesario hacer escala en Florencia para el norte o en Chiusi y Grosseto para el sur.

### Aeropuerto
El aeropuerto de Siena-Ampugnano sirve principalmente al tráfico aéreo general y comercial de aerotaxis.
| Aeropuerto | Código IATA         | Código OACI |      |
| ---------- | ------------------- | ----------- | ---- |
|            | Aeropuerto de Siena | SAY         | LIQS |

### Movilidad urbana
El servicio de transporte público local es efectuado por la empresa Tiemme, que gestiona unas 15 líneas urbanas y 3 líneas que operan principalmente en el centro histórico.

## Deporte
Siena es la sede del club deportivo más antiguo de Italia, el Polisportiva Mens Sana, fundado en 1871, y cuya sección de baloncesto, el Mens Sana Basket Siena, es actualmente uno de los equipos más prestigiosos de Italia y de Europa. También es sede del club de fútbol, el AC Siena que hasta el 2013 compitió en la Serie A
| Equipo                 | Deporte    | Competición         | Estadio                | Creación |
| ---------------------- | ---------- | ------------------- | ---------------------- | -------- |
| Mens Sana Basket Siena | Baloncesto | Lega Basket Serie A | Palasport Mens Sana    | 1891     |
| AC Siena               | Fútbol     | Serie C             | Stadio Artemio Franchi | 1904     |

Desde 2007, la ciudad es sede de la Strade Bianche, una carrera de ciclismo de un día que forma parte del UCI WorldTour.

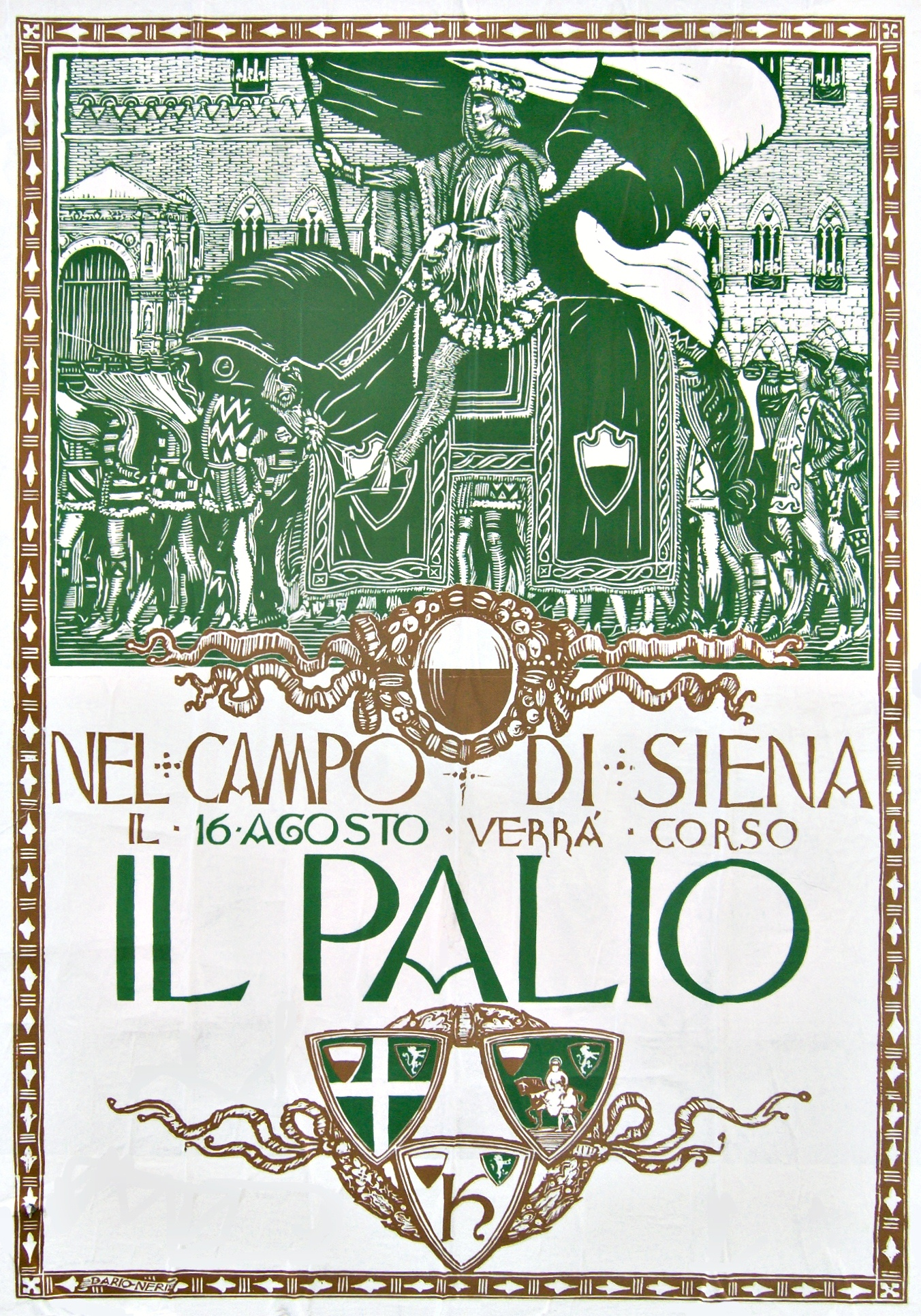
Palio di Siena

Sin embargo, la competencia deportiva más conocida de la ciudad es el Palio de Siena, una carrera de caballos de origen medieval que se celebra dos veces al año en la Piazza del Campo.

## Ciudades hermanadas
Siena está hermanada con Weimar y Wetzlar (Alemania), Aviñón (Francia), L'Aquila (Italia) y Nantong (China, desde 2020).